# Parada de Av. Benidorm (TRAM Alicante)
Av. Benidorm es una parada del TRAM Metropolitano de Alicante donde prestan servicio las líneas 4 y 5. Está situada en el barrio de Playa de San Juan, en la zona más próxima a la playa.

## Localización y características
Se encuentra ubicada en la mediana de la avenida Costa Blanca, en el tramo comprendido entre las intersecciones con la avenida Benidorm y la calle Carmelo Simón Plá. En esta parada se detienen los tranvías de las líneas 4 y 5. Pertenece al bucle que forma el final de ambas líneas. Dispone de un andén y una vía.

## Líneas y conexiones
| << Cabecera    | < Estación   | Línea | Estación > | Cabecera >>        |
| -------------- | ------------ | ----- | ---------- | ------------------ |
| Luceros        | Cabo Huertas |       | Londres    | Plaza de La Coruña |
| Puerta del Mar | Cabo Huertas |       | Londres    | Plaza de La Coruña |

Enlace con la línea de bus urbano TAM (Masatusa): Línea 22, Av. Óscar Esplá-Cabo de la Huerta-Playa San Juan, y con las líneas de bus interurbano TAM (Alcoyana): Línea 21, Alicante-Playa San Juan-El Campello y línea 38, Playa San Juan-Hospital de Sant Joan-Universidad.